# 阿賀野級輕巡洋艦
阿賀野級輕巡洋艦（日语：あがのがたけいじゅんようかん）是大日本帝國海軍建造的輕巡洋艦，作為率領驅逐艦隊實施魚雷攻擊為主要任務的水雷戰隊旗艦設計的輕巡洋艦（乙巡）。首艦阿賀野號被擊沉後官方文書上有使用二號艦能代的名稱稱之為能代級，但指涉的軍艦為相同型號，不存在技術差異。

## 概要
日本海軍的輕巡洋艦主要業務並非如英法等殖民國家為海外殖民地的巡弋任務或是對潛在威脅的砲艦外交，而是一種戰術設計偏好大過其它層面的武器；她的任務介於領導驅逐艦與巡洋艦間，主要作為率領驅逐艦隊實施海戰偵蒐及大規模魚雷攻勢的水雷戰隊旗艦；在球磨級輕巡洋艦後日軍朝向5,500噸標準的輕巡洋艦發展，1922年華盛頓海軍條約簽訂後各國輕巡洋艦雖然都朝向大型化發展，但各有其重視的性能特色。
然而，在1910年代末期到1920年代初建造16艘輕巡洋艦後，1930年代時的帝國海軍輕型巡洋艦隊卻面臨青黃不接的問題。最後一艘完成的夕張號本身實驗性太重且噸位太輕，缺乏改良容餘；後續在1930年代初期建造聲稱要汰換第一次世界大戰末期建造之天龍級、球磨級等輕巡洋艦，包括最上级和利根级通通都是披著輕巡外皮實為重巡洋艦的冒牌貨，到倫敦海軍條約期滿後便原形畢露換回重巡洋艦武裝；實際編裝中海軍可動用的輕巡洋艦仍然是1910年代末期至1920年代初建造的16艘輕巡，這些軍艦經過20餘年的使用老化及多度現代化工程增加了滿載噸位之後，最高航速都只在33節上下。戰力不僅落後於海軍列強動輒近7千噸以上配置著大量6.1吋主砲的條約級輕巡，速度上也無法率領普遍配備高溫高壓重油鍋爐後動輒35節極速標準的高速驅逐艦隊，因此研製新一代輕巡顯得勢在必行。
海軍原預定在倫敦海軍條約廢止後，在1939年至1945年間新建13艘6000噸級的新型輕巡洋艦替換舊型軍艦；但直到昭和十四年度的第四次補充計劃中，海軍才終於被允許建造6艘真正的新一代輕巡洋艦補充需求。其中4艘為水雷戰隊旗艦用(乙巡，阿賀野級輕巡洋艦)，2艘為潛艦支援巡洋艦(丙巡，最終僅建成一艘大淀號輕巡洋艦)，負責這兩款輕巡建造任務的造船官為時任中校的大薗大輔。
原定日軍要求是建造一種6000噸級的輕巡洋艦即可，這種巡洋艦武備要有雙連裝15公分炮3具、四連裝61公分魚雷發射管2具(另備8枚可再裝填之魚雷)、搭載2架水上飛機、極速35節、續航力為18節狀態下6000海浬。
但是造艦團隊評估需求認為技術上不可行，因此要求放大至6625噸級，並增設2座雙連裝8公分高射炮，但最後在噸位上仍超過原始規格需求。因為技術問題導致阿賀野級直到1939年10月才正式定稿，設計稿代號C-41，加上造船廠檔期，首艦要到1940年才正式開工。

## 設計
由於需要率領航速35節的驅逐艦，阿賀野級的設計極速不能低於此數值，造艦團隊需求目標先後分別是航速-續航力-耐波性-火力；因為艦政本部的要求讓設計合理化，阿賀野級的穩定性與適航性在日本帝國海軍中等噸位軍艦中仍首屈一指.。
艦體
阿賀野級的艦體採平甲板型設計，艦艏水線下除裝有球型艦艏抵銷阻力，水線上則採用日本近代巡洋艦特有的S型弧狀艏獲得較好的破浪性能，經過適當計算的上層結構也讓阿賀野級在適航性上比起過去日製輕巡洋艦要穩定許多，其簡潔優美的上層結構線條在盡其所能塞入大量武裝的日本軍艦家族中也屬少有。艦體前方配備兩門背負式主炮，B炮位的主炮裝設鏡面直徑1.5公尺的光學測距儀；艦體中段依序為塔型艦橋、單柱主桅、整合式煙囪、五角形水上飛機甲板、起重機、後主炮。然而艦橋因體積太小，導致防空指揮所看不到艦體後方，形成防空死角。
防禦設計部分，阿賀野級的水線主裝甲帶長65.8公尺、寬3.64公尺，艦體所有裝甲噸位共656公噸，占軍艦總噸位8.3%，比起以往日軍巡洋艦近乎翻倍。雖然軍令部希望此級艦可抵禦15公分級艦炮攻擊，然而不到60公釐厚的水線裝甲連美國1920年代服役的奧馬哈級輕巡洋艦主炮在12公里外都可輕易貫穿，實際上頂多防禦驅逐艦級的主炮。只有像彈藥庫這類額外增設裝甲帶者才有足夠的防禦力。
動力
為了在較小噸位仍具有高輸出功率，阿賀野級安裝的艦本式鍋爐蒸氣溫度為350度，平均壓力30公斤/平方公分；驅動槳葉直徑3.3公尺的4葉螺旋槳，最高轉速每分鐘360轉。雖沒運用航艦級的高溫高壓鍋爐，但以當時日軍戰艦鍋爐標準而言仍算較為優異的款式，故得以靠較少的鍋爐數量滿足推力需求；6座鍋爐設置於5個獨立艙間內增加艦艇生存性，煙囪比照夕張號設計風格，採集中式煙囪排放節省甲板面積。艦艏採飛剪式設計改善耐海性，並安裝球狀船首降低阻力。
電力系統部分，阿賀野級裝設3部輸出400kw的蒸氣渦輪發電機、2部輸出270kw的柴油發電機，總和電力輸出1,740kw，輸出電壓為440伏特直流電。與鍋爐艙設計相同，發電機也是各自以獨立艙室安裝強化耐損。
阿賀野級的燃料搭載原定計畫是1,420公噸，但實際裝設容量是1,405.4公噸，容積1,566立方公尺，分散在56個燃油槽內（艦艏17個、艦艉13個、側舷26個）。雖然燃料搭載未達預期設計目標，但是因良好的艦體流體力學設計與較高效率的輪機，在1942年10月21日阿賀野號海試時在7,800噸標準負載狀況下以航速18.44節的狀態下航行6,178海浬，已可滿足原始設計目標。7,943噸滿載狀態下以35節全速航行的續航力則是1,160海浬。雖然仍無法達到驅逐艦極速，但以指揮艦的標準而言不致過差。
武裝
在1930年代，各國輕巡洋艦已經開始走向全艦炮化，保留魚雷發射管同時兼具水上飛機等多重功能的阿賀野級在運用彈性上較為靈活。同時本級艦在出廠時已經開始安裝雷達與聲納，能代號安裝了對空搜索的二一號電探、矢矧號起在防空指揮所增裝一具二二號電探、最後尚存活的酒匂號在戰爭末期又在指揮塔配備對水面目標用之一三號電探。水下偵蒐則是安裝了九三式二型水中聽音器與九三式三型聲納，僅有最後完工的矢矧號安裝德國技術轉移的三式一型聲納。
由於輕巡洋艦慣用的140公厘主炮性能已經過於落後，軍令部便要求新艦上需要採用15公分級艦炮。然而在152公厘與155公厘間，艦政本部最後決定採用建造金剛級戰艦時庫存的四一式15.2公分艦炮炮管，搭配三年式20公分艦炮的炮架、砲塔設計湊合成一種新型艦炮使用，本級艦目標獲知資訊則由艦橋頂部焦基線長6公尺的一四式二型光學立體視覺測距儀提供，再交由九四式五型方位盤瞄準裝置計算射擊諸元。雖然艦炮設計較新，但是沒有開發專用彈種，所以仍只有1910年代開發的彈藥可用；加上砲閂設計仍是最早期的間斷螺牙式炮栓，無法整合半自動進彈機構，也缺乏一體式砲彈，揚彈機將彈藥自彈藥庫輸送上去後仍然是使用人力裝填，儘管聲稱射速可達每分鐘10發，但實測頂多每分鐘6發，並無大幅度改善，可說浪費掉更換炮架等優勢。其55度的炮身仰角理論上雖可對空射擊，但是艦上裝設的九四式五型方位盤瞄準裝置無法計算艦體在迴避機動船隻傾斜狀態的射擊數據，因此主砲的防空效力毫無準度可言，加上砲塔轉速不夠快，對高速動態目標的對應能力並不好。
之所以不採用155公厘艦炮，則是因為艦政本部已經無法處理阿賀野級的超重問題，最後妥協做出的決定。
防空火器配置上，阿賀野級因為把噸位花到差不多用光，因此沒有容餘設置127公厘或是100公厘高射砲；而使用以九八式100公厘高射炮技術縮小的九八式8公分高射炮。該炮與九八式相同，砲塔採全電動油壓動力運作，包括轉向、上彈、裝填，人力在操炮過程只是輔助，在機力替代人力之後，九八式同樣有日本海軍中口徑艦炮中首屈一指的高射速－每分鐘25發。阿賀野級在艦體中段左右兩側各裝一座雙連裝砲塔，每門火砲備彈250發，艦上共配備1,000發76公厘高射炮彈。只是這座砲塔雖然帳面數據很漂亮，但是日本電機工藝精度沒有很優秀，實際裝艦運用時故障頻繁；1944年1月1日能代號率領護衛艦隊赴新愛爾蘭島卡維恩，遭到盟軍空襲；雖然能代號只受輕傷，但是整場防空任務消耗彈藥卻是主炮63發、高射炮29發，大部分的時間高射炮都在故障，而且該型高射炮同樣有製造過程繁瑣高價、炮管壽命短、庫存炮管幾乎沒有的問題；1944年10月25日雷伊泰灣海戰時矢矧號曾使用艦上高射炮攻擊美軍驅逐艦，回國後與大淀號輕巡洋艦一同申請更換兩舷的4根炮管，但是兩艘船到被擊沉時都沒炮管好換。因此阿賀野級仍然只能倚靠大量增設的25公厘防空機炮火網，早期完工時只有裝設三聯裝機炮炮座，每座機炮配賦彈藥2,000發，因此一座機炮基本彈藥量為6,000發；後期除了增裝炮座外，更是瘋狂地放上單管機炮以增加防禦火網，並且擴充機炮彈藥庫讓每座機炮配賦的彈藥增加到2,500發；在天一號作戰時的矢矧號艦上裝設61挺25公厘機炮（10座三聯裝、31挺單裝）。
魚雷武裝設計在本級艦則相對四平八穩，艦上裝設了自1930年代九三式氧氣魚雷開發成功之後普遍裝備的九二式一型四連裝魚雷發射管，有再裝填設計，魚雷發射管設於艦體中心軸上，重量18.3公噸，發射管配備一具輸出10匹馬力的氣動馬達作為動力來源，可在25.2秒內完成360度轉向。艦上備有16枚魚雷，其中8枚在發射管內，8枚在魚雷儲藏室中，魚雷再裝填系統也安裝了1部與魚雷發射管同款式的氣動馬達提供動力，在最佳狀況下可在3-5分鐘內完成再裝填，全人工裝彈則需要20-30分鐘。魚雷射控最初設計時是由安裝在艦橋的兩部九一式三型魚雷指揮儀負責，兩部指揮儀各自連結到九二式魚雷發射管。但是在開工時日軍開發出更先進的一式一型魚雷指揮儀，阿賀野級安裝的魚雷射控系統有三套，一套是裝設在艦橋第四層前方平台與1.8公尺雙筒望遠鏡連動的一式一型指揮儀、一套是在同層後方與1.2公尺雙筒望遠鏡連動的九七式一型，第三套則是裝設在艦橋第五層的九二式二型魚雷指揮儀。但直到日本戰敗為止阿賀野級一次都沒有執行魚雷對艦戰，天一號作戰時矢矧號還在作戰前先行拋棄所有魚雷避免遭到破壞誘爆反傷己艦。
整體來說，阿賀野級除了主砲款式太過老舊外，艦隻設計上仍符合日本海軍需要；但其根源問題是在戰略態勢的改變，也就是水雷戰隊未有其使用機會。宇垣纏擔任軍令部一部長時代曾參與阿賀野級的技術設計會議，但1942年12月1日視察阿賀野號時，對其能力表示相當疑慮。

## 同級艦
| 造艦編號 | 艦名   | 造船廠         | 動工           | 下水           | 服役           | 結局                                                 |
| 132號艦  | 阿賀野 | 佐世保海軍工廠 | 1940年6月18日  | 1941年10月22日 | 1942年10月31日 | 1944年2月16日在楚克島北方遭美軍潛艦獵殺沉沒          |
| 133號艦  | 能代   | 橫須賀海軍工廠 | 1941年9月4日   | 1942年7月19日  | 1943年6月30日  | 1944年10月26日在民都洛島海域被美軍38特遣艦隊空襲擊沉 |
| 134號艦  | 矢矧   | 佐世保海軍工廠 | 1941年11月11日 | 1942年10月25日 | 1943年12月29日 | 1945年4月7日在坊之岬海戰被美軍空襲擊沉               |
| 135號艦  | 酒匂   | 佐世保海軍工廠 | 1942年11月21日 | 1944年4月9日   | 1944年11月30日 | 1946年7月2日在十字路口行動中遭空爆核彈擊沉           |
| -------- | ------ | -------------- | -------------- | -------------- | -------------- | ---------------------------------------------------- |

## 關連項目
- 大日本帝國海軍艦艇一覽